# آرتور اتکینسون (بازیکن فوتبال)
آرتور اتکینسون (انگلیسی: Arthur Atkinson؛ 30 September 1909 – ۱۹۸۳ (۷۳−۷۴ سال)) بازیکن فوتبال بود.
از باشگاه‌هایی که در آن بازی کرده‌است می‌توان به باشگاه فوتبال هال سیتی اشاره کرد.